# Notaire
Ne doit pas être confondu avec Notaire public.
Le notariat est l’un des métiers du droit dans les pays de droit romano-civiliste. Le notaire est juriste de droit privé et officier public, nommé par l’autorité publique, chargé d’instrumenter les actes juridiques civils, dits actes notariés, de juridiction non contentieuse pour lesquels la forme authentique est prescrite par la loi ou requise par les parties (comparants). La profession de notaire remonte au haut Moyen Âge.
De nombreux équivalents existent dans le monde et il y a des associations internationales de notaires. Les actes des notaires du droit commun sont également reconnus en 1961 par la Convention de La Haye (en) supprimant l'exigence de la légalisation des actes publics étrangers. Dans les pays utilisant la common law (Royaume-Uni, États-Unis, le Commonwealth) et dans les pays nordiques (Danemark, Finlande, Islande), la fonction du notaire est de préparer des documents qui seront utilisés dans d'autres pays du monde mais ne sont pas exécutoires faute d'être authentiques.

## Dans le monde
L'Union internationale du notariat (nouvelle dénomination de l’Union internationale du notariat latin (UINL)) regroupe les notaires des cinq continents (et non plus comme auparavant ceux du type latin), fondé sur le droit romano-civiliste. La profession de notaire a été recréée dans de nombreux pays dans un passé récent, par exemple en Europe de l'Est après la fin des régimes communistes, en Afrique et en Asie, le Conseil supérieur du notariat français (CSN) a notamment récemment participé à l’installation d’un notariat en Chine.
La profession de notaire dans les pays de common law connaît plusieurs variantes chacune sous le nom de public notary ou notary public. La plus répandue est celle de l’avocat-notaire pour qui son ministère d’officier public est accessoire, subordonné et le monopole se réduit à :
- l’authentification (légalisation, copies collationnées, attestations diverses) ;
- la passation d’actes relatifs au transport maritime : charte-partie, contrat de prêt à la grosse sur corps ou facultés, rapport de mer ou de surestaries, compromis d’avarie commune ;
- la passation d’actes simples destinés à l’étranger : certificat de vie, certificat de conformité ou d’existence (pour société), certificat d’immatriculation (à un registre public), certains actes de notoriété (d’état civil), protêt et procurations.

À Londres seul exerce, à titre exclusif, un notariat libéral – appelé scrivener notaries – spécialisé en droit privé international : succession transfrontalière, sociétés et transport maritimes, adoptions internationales, cession immobilière, affaires bancaires et trusts. En Amérique du Nord anglophone la charge notariale n’est qu’une fonction ministérielle non-juriste limitée à l’authentification (légalisation, copies conformes, reconnaissance d’écriture et de signature) mais aux fins de droit interne.
Le notariat libéral de type français subsiste au Québec ainsi que, d’une moindre mesure, en Louisiane où le corps notarial n’est pas obligatoirement juriste mais qui comprend plus qu’une moitié de l’avocature. Quant aux notaires louisianais non-juristes, il leur est imposé des conditions d’accès supplémentaires : un examen professionnel, la territorialité et la fourniture d’une caution.

## En Europe

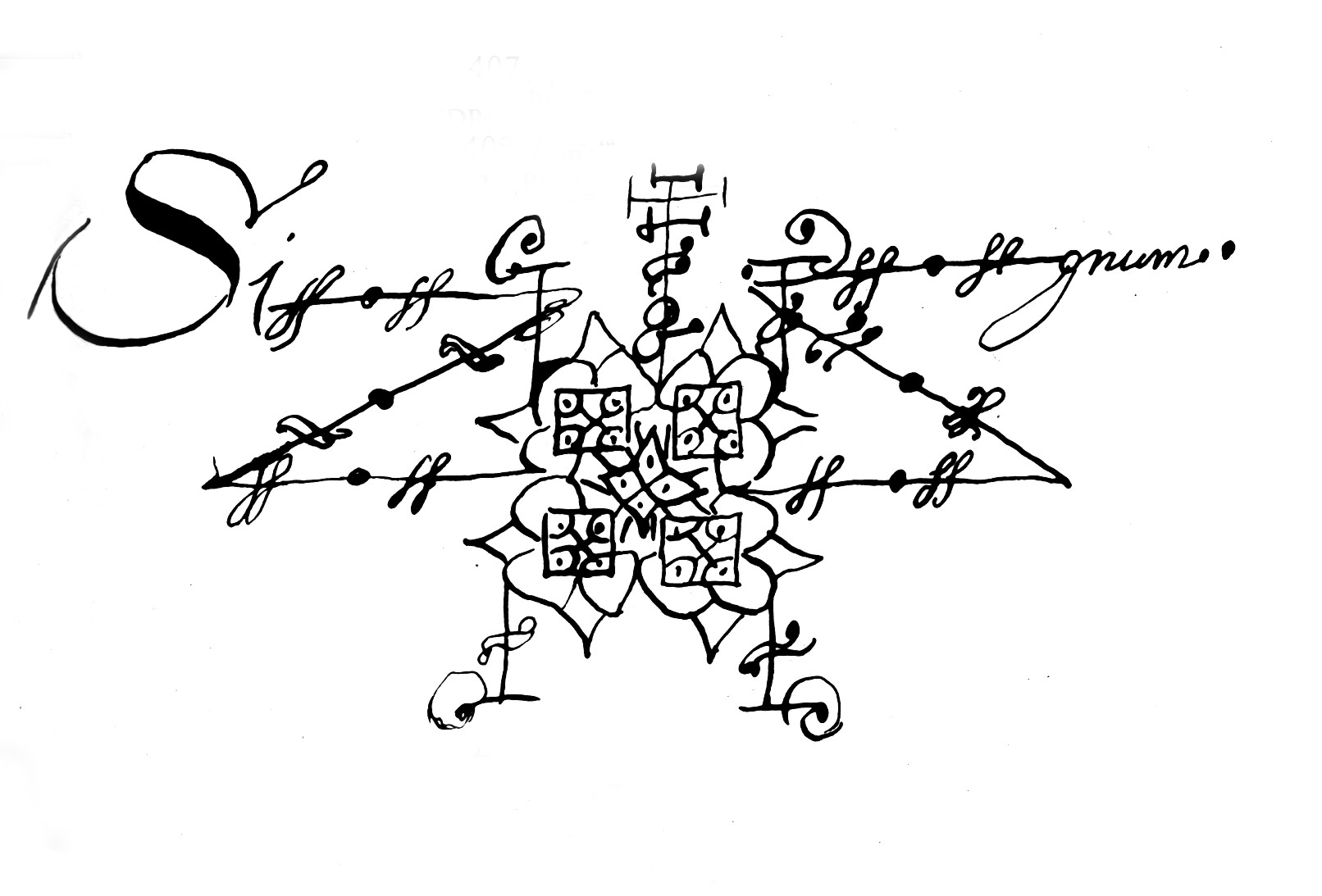
Seing manuel d’un notaire espagnol, 1712.

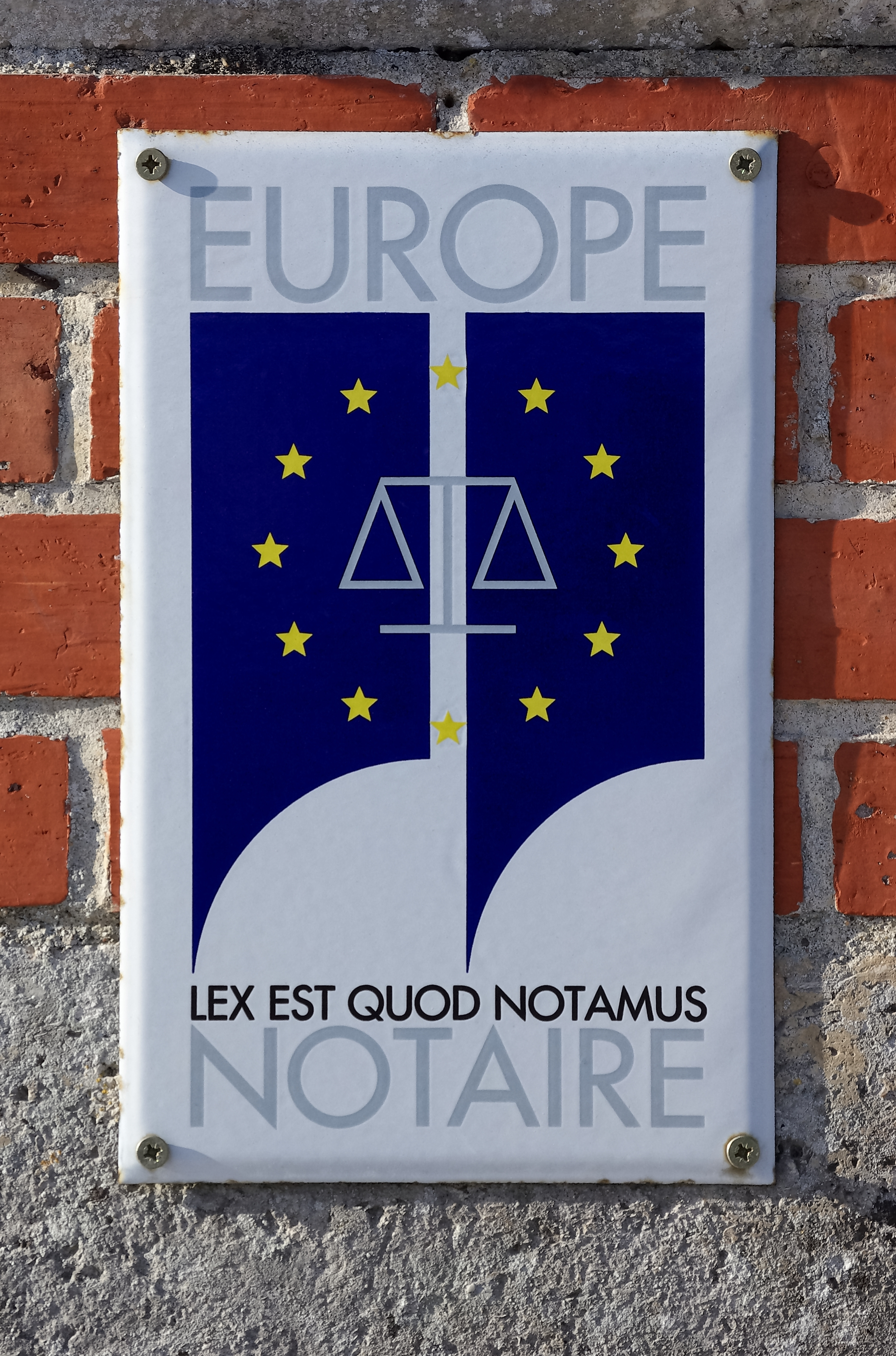
Panonceau de notaire (Europe) avec devise, Saint-Aulaye, Dordogne, France.

Vingt pays européens possèdent un système proche du système notarial français : Allemagne, Autriche, Belgique, Bulgarie, Espagne, Estonie, Grèce, Hongrie, Italie, Lettonie, Liechtenstein, Lituanie, Luxembourg, Malte, Pays-Bas, Pologne, Portugal, République tchèque, Roumanie, Slovaquie et Slovénie et certains cantons suisses.

### Allemagne
En Allemagne, la profession de notaire est exercée par près de 8 000 juristes. Ce sont des officiers publics nommés par l'État, mais le notariat connaît deux modalités principales : le notariat libre et le notariat fonctionnaire. Dans à peu près deux tiers du pays les notaires libres exercent leurs fonctions à titre exclusif ; dans les autres régions l'exercice est conjoint à la profession d'avocat (avocat-notaire). Jusqu‘au 31 décembre 2017 il a existé aussi des notaires-fonctionnaires pour des raisons historiques dans le Bade-Wurtemberg (legs du système impérial). Ils sont tous soumis aux mêmes règles professionnelles. C'est le droit fédéral qui détermine les règles de procédure, de déontologie et les émoluments ; ils sont identiques partout en Allemagne.
C'est le ministre de la justice du Land respectif qui choisit les notaires selon le principe de la sélection du meilleur candidat parmi plusieurs candidats qualifiés.

### Belgique
En Belgique, l’accession à la charge notariale se faisait selon une procédure qui facilitait la succession héréditaire. Une réforme a permis de mettre en place une procédure transparente. Pour être notaire, il faut réussir six années d’université : une maitrise en droit de cinq ans et une année complémentaire en notariat. Après avoir travaillé trois ans comme clerc (le « stage légal »), les diplômés en notariat ont le droit de présenter le concours qui se tient chaque année. Un quota d’admis néerlandophones et francophones est déterminé par la loi, ils portent alors le titre de « candidat-notaire ». Quand un notaire cède son étude, seul un candidat-notaire peut la reprendre, l’attribution étant contrôlée par les autorités notariales de la province concernée[réf. nécessaire].

### Espagne
En Espagne, les notaires sont sélectionnés sur concours. La charge est attribuée selon l’ordre de classement, sans que l'attributaire ait à payer une taxe à l'État[réf. souhaitée].

### France

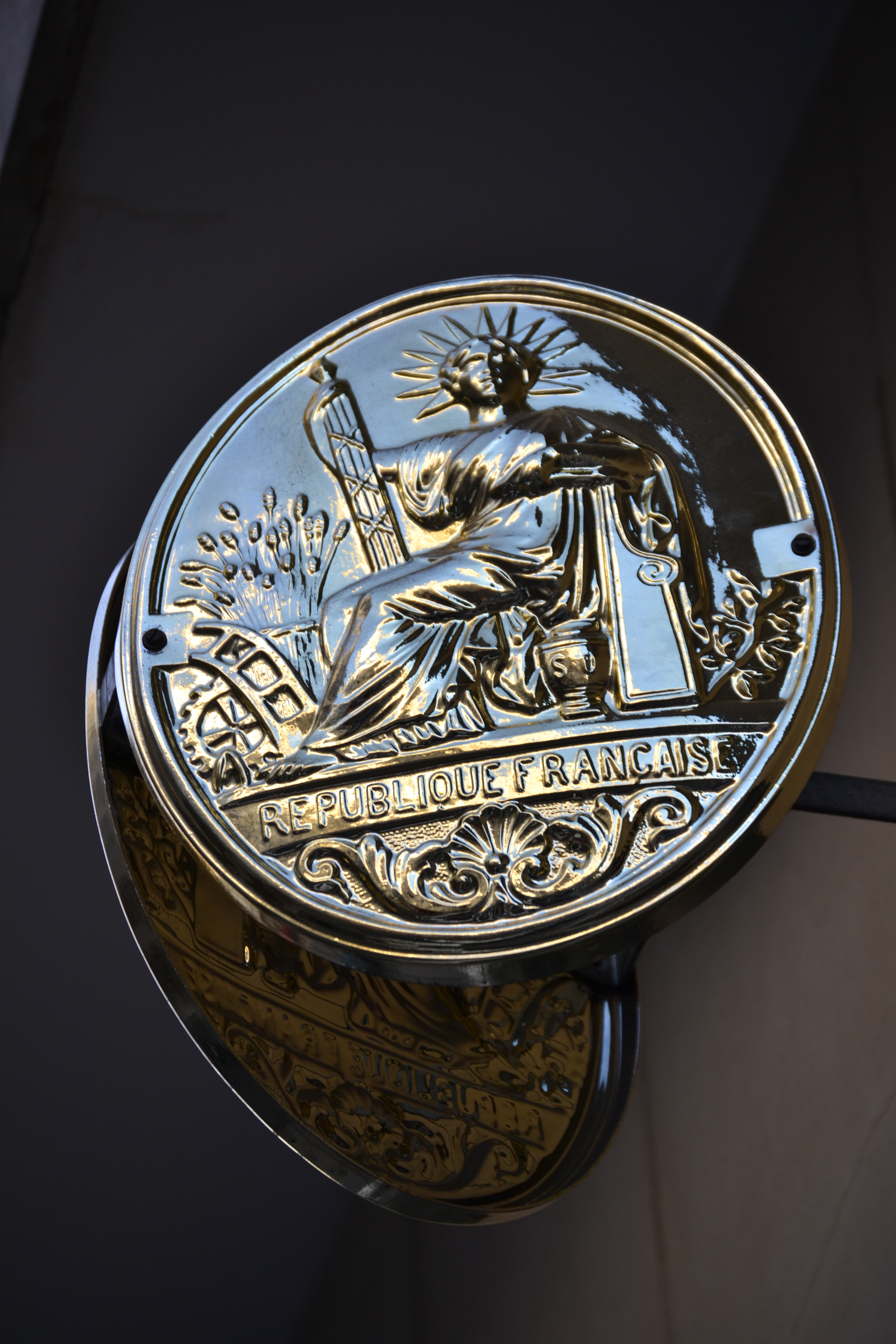
Enseigne (dit aussi panonceau) de notaire en France.

Les notaires sont en France des officiers publics, nommés par décision du Garde des Sceaux. Ils sont à ce titre investis d’une délégation de la puissance publique. Le notaire éclaire le consentement des parties, Son rôle est de conférer le caractère authentique aux actes dont la rédaction lui est demandée. Il en assure également la conservation au rang de ses minutes.
Les notaires participent donc à l'exercice de l'autorité publique. Le Conseil constitutionnel relève que « s'ils participent à l'exercice de l'autorité publique et ont ainsi la qualité d'officier public nommé par le garde des sceaux, les notaires titulaires d'un office exercent une profession libérale et n'occupent pas des « dignité, places et emplois publics » au sens de l'article 6 de la Déclaration des droits de l'homme et du citoyen de 1789 ».

Lors de la séance d'ouverture du 117e Congrès des notaires de France[Quand ?], David Ambrosiano, président du Conseil supérieur du notariat, définit « la raison d'être du notariat » :
« Sous le sceau de l’État,
Conseiller avec rigueur ou impartialité,
Accompagner avec rigueur et discrétion,
Exprimer l'équilibre des volontés dans le cadre fixé par la loi,
Conserver les actes pour toujours,

Et agir ainsi pour la paix au cœur de la société. »
Ce texte fait écho à un texte plus ancien dont Pierre-François Réal fait son plaidoyer lors des débats sur la Loi du 25 ventôse an XI contenant organisation du notariat. 
« À côté des fonctionnaires qui concilient et jugent les différends, la tranquillité appelle d'autres fonctionnaires, qui, conseils désintéressés des parties, aussi bien que rédacteurs impartiaux de leur volonté, leur faisant connaître toute l'étendue des obligations qu'elles contractent, rédigeant ces engagements avec clarté, leur donnant le caractère d'un acte authentique et la force d'un jugement en dernier ressort, perpétuant leur souvenir et conservant leur dépôt avec fidélité, empêchant les différends de naître entre les hommes de bonne foi et enlèvent aux hommes cupides avec l'espoir du succès, l'envie d'élever une injuste contestation. Ces conseils désintéressés, ces rédacteurs impartiaux, cette espèce de juges volontaires qui obligent irrévocablement les parties contractantes, sont les notaires. Cette institution est le notariat. »
L'authenticité attachée aux actes signés devant un notaire permet à ce dernier d’émettre un titre exécutoire. Ce titre permet de saisir un débiteur (emprunteur, locataire, etc.) défaillant sans avoir à entamer une procédure judiciaire au préalable.
Le recours à un notaire est nécessaire pour conclure, aménager, ou modifier un contrat de mariage, consentir une donation au dernier vivant, procéder à une vente immobilière (en raison de la publicité foncière) ou à une donation, constater une mutation immobilière après décès, prendre une hypothèque, établir une reconnaissance de dette, ou encore, consentir à une adoption simple. Les PACS et les testaments authentiques peuvent aussi être reçus par les notaires.
Au 31 décembre 2022, 11 808 notaires libéraux et 5 487 notaires salariés composent les 17 315 notaires qui exercent en France, répartis sur 6 772 offices. Au 30 septembre 2021, il y avait alors 16 514 notaires en France dont 54 % de femmes, ayant 44 ans en moyenne. Parmi eux, 9 141 exercent en tant qu'associés au sein de 6 732 offices et 4 420 sociétés professionnelles, qui emploient plus de 60 000 clercs, ce qui porte, en ajoutant les notaires, à plus de 76 500 le nombre de salariés travaillant dans les offices.
En 2020, les notaires de France ont accueilli 20 millions de personnes, pour lesquelles ils ont dressé 4,65 millions d’actes authentiques et reçu plus de 350 000 nouvelles dispositions de dernières volontés, générant 8,4 milliards d'euros de chiffre d'affaires et plus de 30 milliards d'euros d'impôts reversés à l’État. Ils ont encore contribué à l'activité économique du pays, avec 829,5 milliards d’euros de capitaux traités dans leurs offices se répartissant comme suit :
- Immobilier, ventes construction, baux : 50,1 % (2012 : 49 %)
- Actes liés au crédit : 10 % (2012 : 14 %)
- Actes de famille, succession : 31,9 % (2012 : 26 %)
- Négociation immobilière : 2,7 % (2012 : 4 %)
- Conseil, expertise, conseil patrimonial, droit des sociétés : 5,3 % (2012 : 7 %)

Les notaires sont inspectés tous les ans. L'inspection est organisée par les Chambres départementales[évasif], mais ce sont les Conseils régionaux de Cour d'appel (ou les Chambres interdépartementales des notaires de la Cour d'appel), ainsi que le Conseil supérieur du notariat (CSN) qui sont chargés du respect de la discipline, sous le contrôle du procureur de la République, du procureur général de la République, et du garde des Sceaux.
La discipline des notaires connaît une vaste réforme en 2021-2022 avec notamment l'élaboration par le ministère de la Justice d'un Code de déontologie dont le principe repose sur des conseils disciplinaires composés de notaires et de magistrats de l'ordre judiciaire.

### Suisse
- Notariat latin (profession libérale)
- Notariat officiel
- Forme mixte

Le notaire est un officier public qui établit des documents publics et garantit leur authenticité. C'est une profession qui n'est pas régulée au niveau fédéral, et qui varie énormément entre les cantons, certains n'en ayant tout simplement pas. On peut distinguer trois formes de notariat en Suisse :
- le notariat latin : le notaire exerce une profession libérale, de façon indépendante. Bien qu'officier public, il n'est pas rattaché à l'État. C'est le système des cantons latins ainsi que de Bâle, Argovie, Berne et Uri.
- le notariat officiel ou fonctionnarisé : les tâches du notaire sont entièrement effectuées par l'État et ses fonctionnaires. Ce système existe uniquement à Zurich et Schaffhouse.
- le notariat mixe : combinaison des deux systèmes, les compétences étant réparties entre les fonctionnaires et les notaires, et elles n'entrent pas en compétition. On le trouve en Suisse orientale et à Soleure.

En 2007, une étude de la Surveillance des prix met en évidence une très grande disparité des tarifs des notaires, avec des prix plus élevés chez les notaires privés que chez les notaires étatiques (les cantons a notariat mixte se situant entre les deux).
Dans les cantons qui connaissent le notariat latin, l'exercice de la profession est divers. Dans les cantons de Genève et de Vaud, l'exercice d'une autre profession en sus du notariat n'est pas possible, au contraire des autres cantons dans lesquels les notaires sont en général également avocats. Fribourg connaît un système de numerus clausus, seulement 42 notaires pouvant exercer en même temps.

## Au Québec
La profession notariale, au Québec, est semblable, pour l’essentiel à son correspondant français. Elle en diffère toutefois sur deux points : la formation des jeunes notaires et la considération sociale de la profession.
Le Québec étant une province bijuridique, le droit romano-civiliste y côtoie la common law. Les notaires sont donc en concurrence avec les avocats, sur certains secteurs, tout en bénéficiant des prérogatives notariales traditionnelles, notamment le monopole de la rédaction des hypothèques immobilières et des contrats de mariage. Sur ces points et sur plusieurs autres, les avocats et les notaires sont en opposition. Les avocats désirent voir restreindre le monopole sectoriel des notaires.

### Histoire
- Jean-Paul Barrière, « Notaires des villes et des champs : les origines sociales d’une “profession” au XIXe siècle », dans Le Mouvement social, 1997, no 181, p. 71-102
- Collectif, Le notaire, entre métier et espace public en Europe : viiie–XVIIIe siècle, sous la dir. de Lucien Faggion, Anne Mailloux et Laure Verdon, Aix-en-Provence, Publications de l'université de Provence, 2008.
- Collectif, Le notariat en Belgique : du Moyen Âge à nos jours, sous la dir. de Claude Bruneel, Philippe Godding et Fred Stevens, Bruxelles, Crédit communal de Belgique, 1998.
- Ole Fenger, Notarius publicus : le notaire au Moyen Âge latin, Århus, Aarhus University Press, 2001.
- Jean Hilaire, La Science des notaires : une longue histoire, Paris, PUF, 2000.
- Hélène Saradi, Le notariat byzantin du IXe au XVe siècle, Athènes, Université nationale d'Athènes, 1991.
- Jean-Yves Sarazin, Bibliographie de l’histoire du notariat français (1200-1815), Paris, Lettrage-Distribution, 2004, 650 p., préface de Robert Descimon.
- Jean-Yves Sarazin, « L’Historien et le notaire, acquis et perspectives de l’étude des actes privés de la France moderne », dans Bibliothèque de l’École des chartes, 2002, no 160, fasc. 1
- Μathias Schmoeckel et Werner Schubert (dir.), Handbuch zur Geschichte des Notariats der europäischen Traditionen, Baden-Baden, Nomos, 2009.
- André Vachon, Histoire du notariat canadien, 1621–1960, Québec, Presses de l'Université Laval, 1962.

### Sociologie
- Laurence de Charette et Denis Boulard, Les Notaires : enquête sur la profession la plus puissante de France, Paris, éditions Robert Laffont, 2010, 298 p.  (ISBN 978-2-221-11464-3)
- Corinne Delmas, Les notaires en France : des officiers de l’authentique entre héritage et modernité, Rennes, PUR, 2019, 290 p.  (ISBN 978-2-7535-7815-9)
- Jean-Paul Poisson, Notaires et société, travaux d’histoire et de sociologie notariales, Paris, Economica, 1985, 736 p.
- Ezra N. Suleiman, Les Notaires : les pouvoirs d’une corporation, Seuil, 1987, 359 p.

### Profession
- Christian Bastard de Crisnay, Petits et grands secrets d'un notaire, Paris, éd. L'Archipel, 2012, 220 pages  (ISBN 978-2-8098-0704-2)
- Collectif, L’avenir du notariat, sous la dir. de Mustapha Mekki, Paris, LexisNexis, 2016.
- Collectif, Notaires : La plume et le sceau, sous la coordination de Marion Martin-Suhamy, Issy-les-Moulineaux, Prat Éditions, 2010.
- Valerie Gomez-Bassac et Estelle Pidoux, Droit notarial, 2e éd., Paris, Foucher, 2014.
- Étienne Jeandin, La profession de notaire, 2e éd., Zurich, Schulthess, 2023.
- Michel Mooser, Le droit notarial en Suisse, 2e éd., Berne, Stämpfli, 2014.
- Pierre Pepin et Sevgi Kelci, Spicilèges déontologiques, conférence prononcée le 8 novembre 2008, Congrès du Québec
- Jean-François Pillebout, Droit professionnel notarial, Paris, LexisNexis, 2009.
- Léon Raucent (dir.), Notariats d'Europe, du Québec et du Zaïre, t. 1, Bruxelles, Bruylant, 1991.
- Jean Rioufol et Françoise Rico, Le Notariat, 3e éd., Paris, PUF, coll. « Que sais-je ? », 2004.
- (nl) Christian de Wulf, Notarieel familierecht en familiaal vermogensrecht : Het opstellen van notariële akten, Waterloo, Kluwer, 2011, 1374 pages.
  - Traduction française : La rédaction d’actes notariés : Droit de personnes et droit patrimonial de la famille, traduit par Yves Laurent, Waterloo, Kluwer, 2013, 1392 p.